# Liste des lacs à Djibouti
La liste des lacs à Djibouti répertorie la liste non exhaustive des lacs présents en République de Djibouti.

## Lacs notoires et catégories de lacs présents dans le pays
Il existe trois principaux lac à Djibouti, le lac Assal de type salé, a une superficie de 155 mètres en desous du niveau de la mer. Le lac Goubet a une superficie de 30 km², une profondeur maximale de 30 mètre et le lac Abbe avec une supezrficie de 45 km².

## Liste des lacs
Les lacs saisonniers, Hoddâli, baholi, sâkâlol, Goray Bâdo, amharta Dâ,dabaiyéi, isihwê'e,san'as, fandi lâdinis,guinni bad, ouaidi'lou, adobba, soume, oudoum, kella'a, andabba, af'assi, Hankadi dorwa, Kadda Hellan, Gâfona, Kayni'e, Goura ne sonts pas listés parmi les lacs.